# Saoco
Saoco o Soco (in greco antico: Σῶκος?, Sôkos) è un personaggio della mitologia greca. È a volte descritto come una divinità rustica dell'isola di Eubea, altre volte come un sovrano mortale della stessa isola.
Fu il consorte della ninfa Combe, con la quale generò i sette Coribanti. In alcune versioni i figli della coppia erano invece cento.
Espulse la moglie e i figli da Eubea, e alla fine fu ucciso da Cecrope di Atene, nel cui regno si rifugiarono i Coribanti.